# لشکاجان علیا
لشکاجان علیا، روستایی از توابع بخش مرکزی شهرستان رودسر در استان گیلان ایران است.

## جمعیت
این روستا در دهستان رضامحله قرار دارد و براساس سرشماری مرکز آمار ایران در سال ۱۳۸۵، جمعیت آن ۳۲۳ نفر (۱۰۷خانوار) بوده‌است.